# Бишоп, Кевин
Ке́вин Би́шоп (англ. Kevin Bishop, род. 18 июня 1980, Орпингтон, Англия) — британский актёр и комик. Наиболее известен как автор и ведущий Шоу Кевина Бишопа, и исполнитель роли Джима Хокинса в фильме Остров сокровищ маппетов.

## Биография
Кевин Бишоп родился 18 июня 1980 года. Ещё в детстве начал активно сниматься в телесериалах. Его первым появлением на телеэкране стала роль Сэма Спэлдинга в сериале Grange Hill. Далее были заметные роли хулигана Бена Куэйла в фильме «Безмолвный свидетель» и глупого Брайана нескольких эпизодах ситкома «Моя семья». Однако первой по настоящему известной и значимой ролью, для Кевина стала роль Джима Хокинса в фильме «Остров сокровищ маппетов», за которую он был номинирован на премию Сатурн и Молодой актёр. Другими успешными проектами Кевина стали роли в фильмах французского режиссёра Седрика Клапиша: «Испанка» и его сиквела «Красотки», а также работа с режиссёром Сэмом Гарбарски в картине «Ирина Палм сделает это лучше», получившей премию от газеты Berliner Morgenpost на Берлинском кинофестивале. Также Кевин исполнил роль комика Дадли Мура в спектакле «Пит и Дад: возвращение», рассказывающем о непростых отношениях Дадли Мура с комиком Питером Куком. Данный спектакль был показан на Эдинбургском фестивале Фриндж в 2005 году, затем в марте 2006 года на Вест-Энде в театре Лестер-Сквер.
2 августа 2007 года Кевин впервые появился в комедийном шоу Star Stories на телеканале Channel 4, исполнив роль Тома Круза в комедийном короткометражном фильме-мокьюментари Being Tom Cruise. Всего же список ролей Кевина Star Stories включает в себя пародии на таких знаменитостей, как Питер Андре, Тони Блэр, Саймон Ковелл, Пит Доэрти, Майкл Дуглас, Ноэль Эдмондс, Алекс Фергюсон, Элтон Джон, Эндрю Ллойд Уэббер, Юэн Макгрегор, Джордж Майкл, Шон Пенн, Брэд Питт, Клифф Ричард, Джастин Тимберлейк и Робби Уильямс.
В 2008 году Кевин Бишоп запустил собственный проект. Первый шестисерийный сезон Шоу Кевина Бишопа стартовал 25 июля 2008 года на телеканале Channel 4, второй вышел на экраны 31 июля 2009 года. По словам самого Кевина «это искромётное скетч-шоу, основанное на телевизионном мире» (англ. a rapid-fire sketch show based on the world of telly).
В 2013 году Бишоп снимается напротив Ребел Уилсон в ситкоме «Супер весёлый вечер» для ABC.

## Избранная фильмография
| Год  | Фильм                                   | Роль          |
| ---- | --------------------------------------- | ------------- |
| 1996 | Остров сокровищ маппетов                | Джим Хокинс   |
| 1997 | Безмолвный свидетель (сериал), 2 серия" | Бэн Куэйл     |
| 1997 | Журавль в небе (сериал), 5 серия"       | Никки Бэнкс   |
| 2000 | Большой финиш                           | Кевин         |
| 2002 | Испанка                                 | Уильям        |
| 2002 | Пища любви                              | Пол Портефилд |
| 2005 | Красотки                                | Уильям        |
| 2007 | Ирина Палм сделает это лучше            | Том           |
| 2011 | Свадебный разгром                       | Грэхем        |
| 2012 | Китайская головоломка                   |               |

## Награды и номинации
| Год  | Премия                | Номинация                                                | Фильм                    | Результат |
| ---- | --------------------- | -------------------------------------------------------- | ------------------------ | --------- |
| 1997 | Премия Сатурн         | Лучший молодой актёр                                     | Остров сокровищ маппетов | Номинация |
| 1997 | Молодой актёр         | Best Performance in a Feature Film — Leading Young Actor | Остров сокровищ маппетов | Номинация |
| 2006 | British Comedy Awards | Лучший новичок                                           | Звёздные истории         | Номинация |
| 2008 | British Comedy Awards | Best New Comedy                                          | Шоу Кевина Бишопа        | Номинация |
| 2008 | BAFTA TV Award        | Лучшая комедийная программа                              | Звёздные истории         | Номинация |